# 鈴木大介 (ルポライター)
鈴木 大介（すずき だいすけ、1973年 - ）は、日本のルポライター。東京都生まれ、千葉県佐倉市育ち。

## 来歴
東邦大学付属東邦中学校・高等学校、日本ジャーナリスト専門学校卒業。編集プロダクションで勤務の後、27歳で独立。「犯罪する側の論理」「犯罪現場の貧困問題」をテーマに、裏社会・触法少年少女らの生きる現場を中心とした取材活動を続ける。『家のない少年たち』は週刊モーニング連載の漫画『ギャングース』（肥谷圭介画）の原案となった。2015年、『最貧困女子』で第14回新潮ドキュメント賞候補。同年、脳梗塞で倒れる。その顛末を記した闘病記『脳が壊れた』を出版した。

## 著書
- 『家のない少女たち 10代家出少女18人の壮絶な性と生』宝島社 2008　のち文庫
- 『出会い系のシングルマザーたち 欲望と貧困のはざまで』朝日新聞出版 2010
  - 文庫版改題『最貧困シングルマザー』2015
- 『家のない少年たち 親に望まれなかった少年の容赦なきサバイバル』太田出版 2011
- 『援デリの少女たち』宝島社 2012
- 『フツーじゃない彼女。』編・著 宝島社 2012
- 『振り込め犯罪結社 200億円詐欺市場に生きる人々』宝島社 2013
  - 文庫版改題『奪取:「振り込め詐欺」10年史』2015
- 『最貧困女子』幻冬舎新書 2014
- 『老人喰い　高齢者を狙う詐欺の正体』ちくま新書 2015
- 『脳が壊れた』新潮新書  2016
- 『貧困とセックス』（中村淳彦との共著）イースト新書  2016
- 『されど愛しきお妻様　「大人の発達障害」の妻と「脳が壊れた」僕の18年間』講談社  2018
- 『脳は回復する―高次脳機能障害からの脱出』新潮新書 2018
- 『貧困を救えない国 日本 』（阿部彩との共著）PHP新書  2018
- 『里奈の物語』文藝春秋 2019
- 『「脳コワさん」支援ガイド』医学書院 2020
- 『不自由な脳 高次脳機能障害当事者に必要な支援』金剛出版 2020
- 『発達系女子とモラハラ男 傷つけ合うふたりの処方箋』晶文社 2021
- 『壊れた脳と生きる』（鈴木匡子との共著）ちくまプリマー新書 2021
- 『ネット右翼になった父』講談社〈講談社現代新書〉、2023年1月。ISBN 978-4-06-530889-9。

### 小説
- 『里奈の物語』文藝春秋、2019年11月。ISBN 978-4-16-391132-8。
  - 『里奈の物語 15歳の枷 アンダーズ』文藝春秋〈文春文庫〉、2022年2月。ISBN 978-4-16-791830-9。
- 『里奈の物語 アンダーズ2 疾走の先に』文藝春秋〈文春文庫〉、2022年3月。ISBN 978-4-16-791845-3。